# 北極小工具文化
北極小工具文化，或是北極小工具傳統（英語：Arctic Small Tool tradition，簡稱ASTt）是前25世紀在阿拉斯加半島、布里斯托爾灣，和白令海峽東岸發展出的文化。北極小工具文化人是第一批居住在加拿大北極地區和格陵蘭的族群。他們以利用微刀片技術獨立發展出的工具為名。典型使用的工具有刮刀、刻刀，或是由骨頭或鹿角組成含有側刃和端刃的箭或矛。許多研究者認為是北極小工具人把弓箭引入北極地區，最後發展成愛斯基摩箭術物質文化。北極小工具人常在岸邊或溪邊築起營地，以便直接獵捕海豹和鮭魚。雖然文化裡部分的群體習慣游牧生活，但也有遺跡發現他們搭建定居性草皮屋頂房屋的痕跡。
北極小工具文化可以分成幾個不同的文化群體：阿拉斯加的登比弗林特複合體、加拿大北極地區的前多爾塞特文化、北極圈頂部的獨立一號文化，和南格陵蘭的薩卡克文化。在阿拉斯加和加拿大北極地區北極小工具文化分別被諾頓文化和多爾塞特文化繼承。

## 與西伯利亞的關聯
根據帕維爾·弗列戈托夫的研究，北極小工具文化可能在5,000年前來自西伯利亞東部。
|  | 古愛斯基摩考古文化被歸類在北極小工具文化之下，其中還有阿拉斯加的登比文化、丘利斯文化、諾頓文化、伊皮尤塔克文化，加拿大北極地區和格陵蘭的薩卡克文化、獨立文化、前多爾塞特文化、多爾塞特文化。北極小工具文化來源地可追溯到校準後6,500－2,800年前，來自位於西伯利亞東部的沙拉赫－貝爾卡奇－伊米亞克塔赫文化序列中。 |

阿拉斯加諾頓文化的最早的時期是丘利斯文化（校正後公元前1600－500年） 。這些遺址大多位在沿海地區，有類似於西伯利亞產出的陶器。這個文化的範圍最大到馬更些河三角洲和班克斯島。
DNA基因研究也支持這個關聯性。

## 腳註
1. ↑  Flegontov, Pavel; Altinişik, N. Ezgi; Changmai, Piya; Rohland, Nadin; Mallick, Swapan;  et al. . 2017-10-13.
2. ↑  Flegontov, Pavel; Altınışık, N. Ezgi; Changmai, Piya; Rohland, Nadin; Mallick, Swapan; Adamski, Nicole; Bolnick, Deborah A.; Broomandkhoshbacht, Nasreen; Candilio, Francesca; Culleton, Brendan J.; Flegontova, Olga; Friesen, T. Max; Jeong, Choongwon; Harper, Thomas K.; Keating, Denise; Kennett, Douglas J.; Kim, Alexander M.; Lamnidis, Thiseas C.; Lawson, Ann Marie; Olalde, Iñigo; Oppenheimer, Jonas; Potter, Ben A.; Raff, Jennifer; Sattler, Robert A.; Skoglund, Pontus; Stewardson, Kristin; Vajda, Edward J.; Vasilyev, Sergey; Veselovskaya, Elizaveta; Hayes, M. Geoffrey; O’Rourke, Dennis H.; Krause, Johannes; Pinhasi, Ron; Reich, David; Schiffels, Stephan.  (PDF). Nature. 2019, 570 (7760): 236–240  [2021-09-06]. ISSN 0028-0836. PMC 6942545 . doi:10.1038/s41586-019-1251-y. （原始内容存档 (PDF)于2022-05-25）.
3. 1 2  Stern, Pamela. . Lanham: Scarecrow Press. 2009: 42. ISBN 978-0-8108-6822-9.
4. ↑  Flegontov, Pavel; Altınışık, N. Ezgi; Changmai, Piya; Rohland, Nadin; Mallick, Swapan; Adamski, Nicole; Bolnick, Deborah A.; Broomandkhoshbacht, Nasreen; Candilio, Francesca; Culleton, Brendan J.; Flegontova, Olga; Friesen, T. Max; Jeong, Choongwon; Harper, Thomas K.; Keating, Denise; Kennett, Douglas J.; Kim, Alexander M.; Lamnidis, Thiseas C.; Lawson, Ann Marie; Olalde, Iñigo; Oppenheimer, Jonas; Potter, Ben A.; Raff, Jennifer; Sattler, Robert A.; Skoglund, Pontus; Stewardson, Kristin; Vajda, Edward J.; Vasilyev, Sergey; Veselovskaya, Elizaveta; Hayes, M. Geoffrey; O’Rourke, Dennis H.; Krause, Johannes; Pinhasi, Ron; Reich, David; Schiffels, Stephan.  (PDF). Nature. 2019, 570 (7760): 236–240  [2021-09-06]. ISSN 0028-0836. PMC 6942545 . doi:10.1038/s41586-019-1251-y. （原始内容 (PDF)存档于2022-05-25）.